# Bøttepapir
Bøttepapir er håndformet papir. Bøtten er det kar som fibermassen røres ud i
til en vælling af passende koncentration for formning af et papirark. Fra papirmagerkunstens opfindelse i Kina omkring 100 år f.Kr. og til papirmaskinens opfindelse ved århundredeskiftet 1700–1800 blev alt papir fremstillet ved at papirmageren dyppede sin siramme ned i bøtten og øste så meget op af fibervællingen at han kunne forme arket i den ønskede fladevægt.
Formningen til papir sker på den måde,
at helstoffet af formeren som en tynd vælling bringes op
på en af metaltråde dannet sigte,
"formen", der stadig rystes, hvorved vandet løber
fra, medens de enkelte taver filter sig sammen.
En anden arbejder, guskeren,
tager de våde ark papir af formen og afvekslende
med filtstykker lægger dem i en stabel,
som presses, filten udtages, de våde ark får en
fornyet presning og ophænges derpå over snore
til tørring ved træk i særlige tørrerum.
Herpå sker limningen ved neddypning af
arkene i tynd limopløsning, hvorpå følger en
fornyet presning og tørring.
Efterhånden blev bøttepapiret fortrængt af maskinfremstillet papir. Bøttepapir laves nu især til specielle formål hvor papirets pris er af underordnet betydning.
- Fremstilling af bøttepapir på et værksted i Myanmar
- Mørbankning eller udhamring af bark til træfibermasse
- Dekorative blade lægges på
- Papiret tørres i rammes
- Det tørrede papir løsnes fra sien